# 178263 Wienphilo
178263 Wienphilo este un asteroid din centura principală de asteroizi.

## Descriere
178263 Wienphilo este un asteroid din centura principală de asteroizi. A fost descoperit pe 29 noiembrie 2007 la Observatorul Lulin de Ye Quan-Zhi. Asteroidul prezintă o orbită caracterizată de o semiaxă mare de 3,16 ua, o excentricitate de 0,23 și o înclinație de 27,8° în raport cu ecliptica.